# Отто Гартманн
Отто Гартманн (нім. Otto Hartmann; 11 вересня 1884, Мюнхен — 10 липня 1952, Місбах) — німецький воєначальник, генерал артилерії вермахту. Кавалер Лицарського хреста Залізного хреста.

## Біографія
Син генерал-майора Баварської армії Ріхарда Гартманна. 6 липня 1903 року вступив в Баварську армію. Учасник Першої світової війни, служив на штабних посадах, з 11 вересня 1917 по 25 жовтня 1918 року — в Османській армії. Після демобілізації армії залишений в рейхсвері. З 1 квітня 1933 року — військовий аташе в Москві і Каунасі. З 1 жовтня 1935 року — офіцер для особливих доручень при головнокомандувачі вермахтом. З 15 жовтня 1935 року — артилерійський командир 1. З 12 листопада 1936 по 31 липня 1939 року — командир 7-ї піхотної дивізії, з 26 серпня 1939 року — 30-го армійського корпусу. В березні 1941 року захворів і 9 травня був відправлений в резерв ОКГ. З 1 січня по 17 вересня 1943 року — командувач охоронними частинами і військовим районом «A». З 10 лютого 1944 року — командир спеціального штабу «Гартманн» при вищому командування «Південний Захід» і групі армій «C». 2 травня 1945 року взятий в полон. 4 січня 1947 року звільнений.

## Сім'я
В 1911 році одружився з Францискою Штегер. В пари народились 2 дітей.

## Звання
- Фенріх (6 липня 1903)
- Лейтенант (8 березня 1905)
- Оберлейтенант (28 жовтня 1912)
- Гауптман (14 січня 1916)
- Майор Генштабу Османської армії (11 вересня 1917)
- Майор (1 лютого 1926)
- Оберстлейтенант (1 листопада 1930)
- Оберст (1 квітня 1933)
- Генерал-майор (1 квітня 1936)
- Генерал-лейтенант (1 березня 1938)
- Генерал артилерії (1 квітня 1940)

## Нагороди
- Медаль принца-регента Луїтпольда
- Залізний хрест 2-го і 1-го класу
- Орден «За заслуги» (Баварія) 4-го класу з мечами і короною
- Срібна медаль «Ліакат» з шаблями (Османська імперія)
- Галліполійська зірка (Османська імперія)
- Почесний хрест ветерана війни з мечами
- Медаль «За вислугу років у Вермахті» 4-го, 3-го, 2-го і 1-го класу (25 років)
- Застібка до Залізного хреста 2-го і 1-го класу
- Лицарський хрест Залізного хреста (5 серпня 1940)
- Орден Корони Румунії, великий хрест з мечами